# ニコラ・ザニケッリ

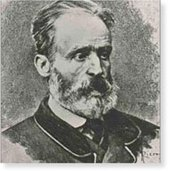
ニコラ・ザニケッリ

ニコラ・ザニケッリ（Nicola Zanichelli, 1819年11月7日、モデナ – 1884年1月7日、ボローニャ）は、イタリアの編集者。1859年にモデナでザニケッリ出版社を設立した。

## 生涯
モデナの貧しい家庭に生まれたニコラ・ザニケッリは、父親によって製本職人ガッルーティのもとへ見習いに出された。学校を10歳で中退せざるを得なかったこの境遇にあって、独学で教養を身につけ始める。20歳のとき、古書店兼印刷店を営むルッピのもとへ移り、そこで4年間働くこととなる。
1843年、コッレージョのポルティコにあるヴィンチェンツィ＆ニポーティ書店を数人の仲間とともに買い取った。この仲間のうち、特に重要な人物がジャチント・メノッツィ（レッジョエミリア出身の弁護士で、1871年に上院議会の司書補佐となる）で、リベラルで愛国主義的な書物をザニケッリに紹介した。書店は大公フランチェスコ5世の反対派のたまり場となり、禁書の流通を理由に警察の「訪問」を幾度か受ける。
1848年革命に前後して、ザニッケリは愛国主義的な新聞「イタリア独立」と「イタリアの旗」を相次いで発刊した。その後、イタリア統一直後に新聞編集の活動を再開し、カブール派で穏健な「イル・パナーロ」を1862年に創刊。週刊がのちに日刊となり、とくに識字率向上と学校制度の近代化のために尽力し、また、モデナにおける黒い貴族の権力と闘った。
1866年、ボローニャのマルシッリ＆ロッキ書店を買収したことで、ザニッケリに職業上の転機が訪れる。店はパヴァリオーネのポルティコにあって、名門大学の心臓部たるアルキジンナジオに近い。ボローニャへの移転は、書店業務に対して副次的な仕事だった編集活動に専念したいという意思の、きっかけとなり、また表れでもあった。
彼の死後、出版社の経営は息子のジャコモ（1897年3月21日死去）とチェーザレに引き継がれた。
ボローニャのチェルトーザ記念墓地の第七回廊にある一家の墓に埋葬されている。1886年にアレッサンドロ・マッサレンティが制作したニコラ・ザニッケリの碑は、上部に大理石の胸像が飾られ、下部には、書物の上に出版社の紋章「Laboravi fidenter（自信を持って取り組んだ）」が見える。紋章に手を置く子供の像もあったが、2002年に盗難に遭った。碑枠の植物文様のところどころに小さなカエルが配され、科学分野への出版社のこだわりを示している。